# Aeroporto di Tartu
L'Aeroporto di Tartu (IATA: TAY, ICAO: EETU) è un aeroporto di Reola, parte di Ülenurme, circa 8 km a sud di Tartu, la seconda città più grande dell'Estonia.
È anche chiamato Ülenurme, data la sua prossimità al villaggio. L'autostrada Tallinn–Tartu–Võru–Luhamaa (E263) passa vicino alla aerostazione.

## Storia dell'aeroporto
L'aeroporto fu inaugurato il 15 maggio 1946. Un nuovo terminal venne costruito nel 1981, la pista per i velivoli e quella per i taxibus furono ampliate successivamente. Dal 2005 l'aeroporto è diventato parte della società Tallinn Aeroporti Ltd.
Nel 2009 la pista fu allungata fino a 1.799 metri.
Nel 2010 l'aeroporto di Tartu ha avuto un volume di traffico pari a 23.504 passeggeri
La compagnia AirBaltic ha cancellato le rotte su Riga dal 1º agosto 2011
Flybe Nordic ha inaugurato la tratta Tartu - Helsinki il 30 ottobre 2011. Il servizio è operativo sei volte alla settimana, in code-share con Finnair
Il 21 dicembre 2012, la compagnia aerea nazionale estone Estonian Air ha terminato le tratte su Tallinn.